# Гостиница «Европейская» (Таганрог)
Гостиница «Европейская» — здание в исторической части Таганрога, расположенное по адресу Петровская улица, дом 81.

## История
Здание было построено в 1870 году как собственность жены купца Перушкина. Позднее в этом здании располагались гостиница «Донская», гостиница «Франция» (в ней дважды, в 1894 и 1898 годах останавливался приезжавшй в Таганрог Антон Чехов, описавший её в повести «Огни»), гостиница «Европейская».
В 1916 году гостиницу закрыли и разместили в ней лазарет, затем в здании располагалось 3-я киевская школа прапорщиков, немецкая комендатура, одно из управлений штаба А. И. Деникина.
С 1928 года в здании располагался городской отдел НКВД.
В послевоенные годы в здании находилось ейское Высшее военно-морское авиационное училище. С 1961 года в здании располагается ОКБ «Миус», одно из подразделений Таганрогского радиотехнического института.
В 2016 году из-за начавшихся ремонтных работ в подвальном помещении, из которого выехало арт-кафе «Русский чай», стены здания начали активно растрескиваться.

## Арт-кафе «Русский чай»
Арт-кафе «Русский чай» было открыто для посетителей 20 декабря 2010 года в подвальном помещении одноимённого советского кафе, существовавшего с 1970-х годов и к 2009 году закрывшегося. Арт-кафе традиционно выступало в качестве одной из площадок Чеховского книжного фестиваля. Проходящие в кафе концерты с сентября 2011 года транслировались в сети Интернет.
В арт-кафе проводились литературные вечера, рок-концерты, джазовые сейшны, ди-джейские клубные вечеринки. Среди выступавших за первые годы существования арт-кафе были отмечены выступления литераторов Ильи Бояшова, Павла Крусанова, алко-буги группа «Rockerjoker», Сергей «Силя» Селюнин, Василий К., Роман Билык, группы «Хуже, чем дети», «Абвиотура», «Кассиопея», «Рада & Терновник», «ЗмеиРадуга», «Выход», Летов & Амелин и мн. др.
В мае 2011 года в «Русском чае» был проведён Фестиваль пролетарской молодёжной музыки, на котором выступили хип-хоп группа «Ожог», ансамбль параллельной апокалиптической эстрады «Церковь детства» и «Регион 77».
По мнению местных журналистов, «Русский чай» являлся единственным арт-кафе Таганрога, дававшем возможность систематически выступать «неформатным» музыкантам типа «Рада & Терновник», Сергея «Сили» Селюнина, «Rockerjocker», Сергея Летова и им подобным.
Владельца кафе в связи с финансовыми затруднениями были вынуждены разорвать договор аренды и в 2016 году «Русский чай» прекратил своё существование.